# Japonska nacionalna knjižnica
Japonska nacionalna knjižnica (japonsko 国立国会図書館 - Kokuricu Kokaj Tošokan) je nacionalna knjižnica Japonske in ena največjih knjižnic na svetu. Ustanovljena je bila leta 1948 kot študijska knjižnica japonskega parlamenta (japonsko 国会, latinizirano: Kokkai – dieta. Glavna knjižnična poslopja so v Tokiu in Kjotu, poleg tega pa ima tudi številne podružnice širom države.
V knjižnici vzdržujejo normativno zbirko avtorjev, korporacij, naslovov del in zemljepisnih imen.

## Zgodovina
Japonska nacionalna knjižnica je naslednica treh ločenih knjižnic: knjižnice Kizoku-in (貴族院), knjižnice Šūgiin (衆議院), ki sta bili ustanovljeni ob ustanovitvi japonskega cesarskega parlamenta leta 1890; in cesarska knjižnica, ki je bila ustanovljena leta 1872 pod pristojnostjo ministrstva za šolstvo.
Moč parlamenta na predvojnem Japonskem je bila omejena, njegova potreba po informacijah pa »temu primerno majhna«. Prvotne knjižnice »niso nikoli razvile niti zbirk niti storitev, ki bi jih lahko naredile bistvenega pomena za resnično odgovorno zakonodajno dejavnost«. Poleg tega je do poraza Japonske izvršilna oblast nadzorovala vse politične dokumente, s čimer je ljudem in parlamentu onemogočila dostop do vitalnih informacij. Ameriške okupacijske sile pod generalom Douglasom MacArthurjem so reformo knjižničnega sistema ocenile kot pomemben del demokratizacije Japonske po njenem porazu v drugi svetovni vojni.
Leta 1946 je vsak dom parlamenta ustanovil svoj stalni odbor za nacionalno knjižnico. Hani Gorō, marksistični zgodovinar, ki je bil med vojno zaprt zaradi miselnih zločinov in je bil po vojni izvoljen v dom svetnikov (naslednik ukinjenega doma Šūgiin), je vodil prizadevanja za reformo. Hani Gorō si je novo telo zamislil kot »tako 'citadelo ljudske suverenosti'« kot sredstvo za uresničitev »mirne revolucije«. Okupatorji, odgovorni za nadzor nad reformami knjižnic, so poročali, da je bila lokalna pobuda, čeprav je bila okupacija katalizator sprememb, obstajala že pred okupacijo, za uspešne reforme pa so bili zaslužni predani Japonci, kot je bil Hani Gorō.
Japonska nacionalna knjižnica je bila odprta junija 1948 v današnji Akasaka palači (japonsko (赤坂離宮, latinizirano: Akasaka Rikyū) z začetno zbirko 100.000 zvezkov. Prvi knjižničar knjižnice je bil politik Tokudžirō Kanamori. Filozof Masakazu Nakai je služil kot prvi podknjižničar. Leta 1949 se je knjižnica združila z Narodno knjižnico (prej imenovano Cesarska knjižnica) in postala edina nacionalna knjižnica na Japonskem. V tem času je zbirka pridobila dodatnih milijon zvezkov, ki so bili prej shranjeni v nekdanji nacionalni knjižnici v Uenu.
Leta 1961 je bila Japonska nacionalna knjižnica odprta na sedanji lokaciji v Nagatačoju, ki meji na parlament. Leta 1986 je bil dokončan prizidek, da je skupaj sprejel 12 milijonov knjig in periodičnih publikacij. Kansai-kan (knjižnica Kansai), ki je bila odprta oktobra 2002 v znanstvenem mestu Kansai (mesto Seika, okrožje Sōraku, prefektura Kjoto), ima zbirko 6 milijonov predmetov. Maja 2002 je bila odprta nova podružnica, Mednarodna knjižnica otroške književnosti, v nekdanji stavbi cesarske knjižnice v Uenu. Ta veja vsebuje približno 400.000 enot otroške literature z vsega sveta.
Čeprav je bil prvotni mandat Japonske nacionalne knjižnice raziskovalna knjižnica za nacionalni parlament, je splošna javnost največji potrošnik knjižničnih storitev. V proračunskem letu, ki se je končalo marca 2004, je na primer knjižnica poročala o več kot 250.000 referenčnih poizvedbah; v nasprotju s tem pa je zabeležil le 32.000 prošenj za raziskave.
Kot odgovor na pandemijo koronavirusa (COVID-19) je 5. marca 2020 prekinila knjižnične storitve za javnost. Ponovno se je odprla 11. junija 2020 z največ 200 obiskovalci na dan na podlagi žrebanja v slogu loterije, pri čemer se bodoči obiskovalci morajo predhodno registrirati, da bi bili lahko izbrani. 22. junija 2023 je bila ta omejitev odpravljena.

## Glavne zbirke
Kot Japonska nacionalna knjižnica (JNK) zbira izvode vseh publikacij, izdanih na Japonskem. Poleg tega, ker služi kot raziskovalna knjižnica za člane parlamenta, njihovo osebje in širšo javnost, vzdržuje obsežno zbirko gradiva, objavljenega v tujih jezikih o številnih temah.

## Pomembne posebne zbirke
JNK ima tudi osem večjih specializiranih zbirk: Moderna politična in ustavna zgodovina; Gradivo o povojni okupaciji Japonske; Zakoni in predhodni zapisi; Znanost in tehnologija; Zemljevidi; Glasba; Tuje knjige o Japonski; in redke knjige.

### Sodobna politična in ustavna zgodovina
Zbirka sodobne politične in ustavne zgodovine obsega približno 300.000 predmetov, povezanih s politično in pravno modernizacijo Japonske v 19. stoletju, vključno z arhivi originalnih dokumentov pomembnih japonskih državnikov iz druge polovice 19. stoletja in zgodnjega 20. stoletja, kot sta Itō Hirobumi, Iwakura Tomomi, Sanjō Sanetomi, Mutsu Munemitsu, Terauchi Masatake in druge vplivne osebnosti iz obdobij Meidži (1868–1912) in Taišō (1912–1926).

### Gradivo o povojni okupaciji Japonske
JNK ima obsežno mikroformalno zbirko približno 30 milijonov strani dokumentov v zvezi z okupacijo Japonske po drugi svetovni vojni. Ta zbirka vključuje dokumente, ki so jih pripravili generalni štab (GHQ) in vrhovni poveljnik zavezniških sil (SCAP), komisija za Daljni vzhod (FEC) in skupina Združenih držav za strateško bombardiranje. (Izvirniki teh dokumentov so v lasti Nacionalnega arhiva Združenih držav.)

### Zakoni in preliminarna evidenca
Zbirka zakonov in predhodnih zapisov je sestavljena iz približno 170.000 japonskih in 200.000 dokumentov v tujih jezikih, ki zadevajo postopke nacionalnega parlamenta in zakonodajnih teles približno 70 tujih držav, ter uradne liste, statute, sodna mnenja in mednarodne pogodbe, ki se nanašajo na približno 150 tujih držav. države.

### Znanost in tehnologija
JNK hrani zbirko približno 530.000 knjig in brošur ter 2 milijona naslovov v mikroformah, povezanih z znanostjo. Ta gradiva med drugim vključujejo tuje doktorske disertacije s področja znanosti, zbornike in poročila akademskih društev, kataloge tehničnih standardov itd.

### Zemljevidi
JNK ima zbirko približno 440.000 zemljevidov Japonske in drugih držav, vključno s topografskimi, geološkimi in hidrološkimi kartami in kartami iz zgodnjega obdobja Meidži (1868–1912) ter topografskimi zemljevidi tujih držav.

### Glasba
JNK zbira vse fonografske posnetke, narejene na Japonskem, in trenutno hrani zbirko, ki obsega 300.000 vinilnih plošč in 200.000 zgoščenk.

### Tuje knjige o Japonski
Po tradiciji, ki jo je vzpostavila cesarska knjižnica, JNK zbira tujejezično gradivo o Japonski, vključno z redkimi in starimi dokumenti, kot so poročila o obiskih evropskih misijonarjev na Japonskem v 16. stoletju.

### Redke knjige in staro gradivo
JNK hrani zbirko gradiva v japonskem jeziku nekdanje cesarske knjižnice iz obdobja Edo (1603–1867) in prejšnjih obdobij. Glavni katalogi v tej zbirki vključujejo: (1) približno 6000 dokumentov v zvezi s Šogunatom Tokugava (1603–1867), kot so zapisi mestnih sodnikov, šogunskega vrhovnega sodišča in Džiša-bugjō (komisarji svetišč in templjev), kot tudi dokumenti o nasledstvu šogunov; (2) Itō Bunko in Širai Bunko, sestavljena iz 8.000 ročno napisanih in z lesom natisnjenih knjig iz obdobij Edo in Meidži ter o japonski medicini; in (3) Šindžo Bunko, sestavljen iz 11.000 primerov predmodernih spisov o astronomiji in koledarjih, poleg starodavnih kitajskih del o dinastiji Čing, rodoslovju in lokalni zgodovini.

## Stavbe Japonske nacionalne knjižnice

### Kansai-Kan
Kansai-kan (Knjižnica Kansai), ki je bila odprta v prefekturi Kjoto leta 2002, je drugi objekt JNK.
JNK je v Kansai-kan prenesla naslednje zbirke: večino zahodne periodike; knjige in drugo gradivo v ne-japonskih azijskih jezikih; nekatera znanstvena in tehnološka gradiva (tehnična poročila, referati tujih akademskih društev, katalogi japonskih in tujih tehničnih standardov, tuje doktorske disertacije in zborniki konferenc v zahodnih jezikih); znanstvenoraziskovalna poročila, sestavljena v okviru štipendij Ministrstva za izobraževanje, kulturo, šport, znanost in tehnologijo; Japonske doktorske disertacije; in knjige na traku.

## Spletni viri Japonske nacionalne knjižnic
Japonska nacionalna knjižnica je v zadnjih letih sestavila podrobno spletno stran v japonščini in angleščini. Njene spletne zbirke podatkov sestavljajo spletni javno dostopni katalog nacionalne knjižnice (NDL-OPAC), digitalne zbirke Japonske nacionalne knjižnice ter zapisniki cesarskega in nacionalnega parlamenta.

## Iskanje po Japonski
Japan Search [ジャパンサーチ] je spletni portal, ki je bil predstavljen 25. avgusta 2020 in ga upravlja JNK za integrirana iskanja v več zbirkah podatkov, ki jih gostijo različne partnerske organizacije. Od marca 2023 je storitev sodelovala z 38 agregatorji in črpala več kot 28 milijonov elementov podatkov iz 198 baz podatkov.

## Standardi
Poleg knjižničnih storitev se organizacija ukvarja tudi s standardnimi dejavnostmi na področjih, povezanih z bibliografskimi in iskalno-priklicnimi standardi. Področja dela vključujejo opis metapodatkov nacionalne knjižnice prehrane v Dublinu (DC-NDL) in odprte podatke, povezane z nacionalno knjižnico (NDL LOD).